# Sædding (Esbjerg)
Sædding er en bydel tilhørende Esbjerg i Sydvestjylland. Bydelen er beliggende ud til Vadehavet i den nordvestlige del af Esbjerg fem kilometer nordvest for Esbjerg centrum og fire kilometer sydøst for Hjerting. Bydelen tilhører Esbjerg Kommune og er beliggende i Sædden Sogn. I Sædding findes bl.a. Sædden Kirke, Sædding Centret, Sædding-Guldager Idrætsforening og Viking Life Saving Equipment.

## Kendte personer fra Sædding
- Jørn Astrup Hansen (født 1942), bankdirektør